# Хронология гражданской войны в Сирии (2023)

Текущая карта конфликта

Гражданская война в Сирии — конфликт, начавшийся весной 2011 года как локальное гражданское противостояние и переросший в восстание против режима Башара Асада, в которое с течением времени оказались вовлечены не только основные государства региона, но и международные организации, военно-политические группировки и мировые державы.
Основными участниками конфликта являются регулярные вооружённые и военизированные формирования, выступающие на стороне действующего президента Башара Асада (Сирийская арабская армия, Национальные силы обороны, а также шиитские добровольческие формирования, обученные и вооружённые Ираном), отряды «умеренной» сирийской оппозиции, курдские формирования (Отряды народной самообороны, Сирийские демократические силы), а также различного рода исламистские и джихадистские террористические группировки (ИГ, коалиция «Хайат Тахрир аш-Шам»).
ACLED зафиксировала гибель не менее 6267 человек в результате войны в Сирии в 2023 году.

## Ход событий

### Январь
- 2 января — израильские ВВС нанесли несколько авиаударов по международному аэропорту Дамаска, в результате чего были убиты два сирийских солдата и временно выведен из строя аэропорт[2].
- 4 января — боевик Исламского государства был убит в ходе столкновений с ополченцем СДС в деревне Аль-Зир, к северу от Меядина[3].
- 10 января — совместные силы возглавляемой США коалиции и сил СДС провели контртеррористическую операцию в деревне Аль-Сабаа вэй Арбаин, где двое боевиков ИГ забаррикадировались в доме. Один террорист покончил с собой, взорвав пояс смертника, а другой был застрелен.[4].
- 11 января — в ходе продолжающихся столкновений на линии фронта в Идлибе были убиты 12 сирийских солдат и 3 боевика ХТШ[5][6].
- 23 января — 3 сирийских солдата были убиты после того, как боевики ИГ под прикрытием тумана атаковали блокпост сирийской армии вблизи авиабазы Эс-Саура[7].
- 25 января — 3 бойца СДС погибли во время атаки боевиков ИГ на блокпост группировки СДС в селе аль-Хавайдж в провинции Дайр-эз-Зор[7][8].

### Февраль
- 7 февраля — по меньшей мере 20 боевиков ИГ вышли из тюрьмы в городе Раджу, после того, как организация подкупила тюремного охранника[9].
- 10 февраля — двое боевиков ИГ, один из которых был иракцем, были убиты в ходе совместного рейда коалиции и группировки СДС недалеко от города Эль-Сувар в сельской местности Дайр-эз-Зора[10].
- 11 февраля — по меньшей мере 75 человек были похищены боевиками ИГ в пустыне Пальмира на западе провинции Хомс. По меньшей мере 12 похищенных были казнены, включая сирийского солдата[11].
- 19 февраля — 6 бойцов СНА погибли в засаде, устроенной боевиками ИГ в районе Тувайнан сельской местности Ракки[12]. В тот же день в результате израильского авиаудара по Дамаску погибли 15 человек[13].
- 27 февраля — 10 мирных жителей были убиты и еще 12 получили ранения в результате воздействия, возможно, минный полей ИГ к востоку от Саламии[14].

### Март
- 4 марта — в сельской местности на юге Ракки после нападения боевиков ИГИЛ был убит пастух и украдено 1000 овец[15].
- 30 марта — Милад Хейдари, иранский военный советник КСИР, был убит в результате израильского авиаудара в Дамаске[16].

### Апрель
- 1 апреля — двое сирийских солдат, в том числе лейтенант, были убиты после того, как их машина наехала на мину в пустыне к югу от Дейр-эз-Зора[17].
- 3 апреля — высокопоставленный боевик ИГИЛ по имени Халид Айдд Ахмад Аль-Джабури был убит в результате американского авиаудара в сельской местности Эль-Хасаки[18].

### Май
- 2 мая — по меньшей мере 9 сирийских солдат были убиты в результате израильских авиаударов по военному аэродрому Эль-Найраб в Алеппо[19][20].
- 16 мая — автомобиль сирийской армии попал в засаду, устроенную боевиками ИГИЛ в пустыне близ древнего города Ресафа. На месте нападения были найдены убитыми трое сирийских солдат, в том числе бригадный генерал артиллерии Ияд Мурхидж[21].

### Октябрь
- 12 октября — Израиль атаковал взлетно-посадочные полосы в двух международных аэропортах Алеппо и Дамаска, что заставило пассажирский самолет Airbus A340-300 с министром иностранных дел Ирана Хосейном Амиром-Абдоллахианом на борту, который совершал дипломатическое турне в Сирию, Ирак и Ливан, приземлиться в Багдаде вместо Дамаска[22].
- 22 октября — израильские самолеты нанесли удар по аэропортам Алеппо и Дамаска, в результате чего оба аэропорта были выведены из строя. Погибли двое сирийских сотрудников метеорологической службы, базирующейся в аэропорту Дамаска[23].